# Citra (emulador)
Citra és el primer emulador de Nintendo 3DS, desenvolupat per Citra Team. Es desenvolupa en el llenguatge de programació C++. Citra pot executar gairebé tots els jocs d'homebrew i alguns jocs comercials. Citra necessita OpenGL versió 3.3 o posterior per executar. El nom de Citra deriva del CTR, que és el nom del model del 3DS original.
Citra és un emulador 3DS de codi obert disponible per a Windows, Mac OS i Linux. La majoria de el desenvolupament passa a GitHub i més de 120 desenvolupadors ja han contribuït al projecte de Citra a GitHub.
Citra va ser creada inicialment a l'abril de 2014.
El primer joc comercial de Nintendo 3DS a càrrec de Citra és "The Legend of Zelda: Ocarina of Time 3D". Citra també pot executar alguns altres jocs, com ara com "Animal Crossing: New Leaf".
Citra pot arrencar els jocs de Pokémon des del 30 de desembre de 2015. Des del 22 de febrer de 2016, el lloc web oficial de Citra ha canviat significativament. Citra pot emular so des del 21 de maig de 2016, i té un compilador JIT des del 15 de setembre de 2016. A partir de la darrera versió, Pokémon Sol i Lluna són completament jugables, una fita en el desenvolupament de l'emulador.
El mateix equip també està creant el primer emulador Nintendo Switch, anomenat Yuzu.